# Антилибан
Антилибан планина  (арап. سلسلة جبال لبنان الشرقية, Силсилат Гибал Лубнан аш-шаркиииа 'планински ланац источног Либана', хебр. מול הלבנון Мол ХаЛеванон) је планински масив који се протеже преко 150 км од североистока ка југозападу између држава Сирије и Либана и иде паралелно са обалом Средоземног мора. Антилибан име потиче од грчког и латинског Антилибанус, изведено из његовог положаја супротног (анти) и паралелног ланца (Либанус) „насупрот планини Либан“. Назив Либан потиче из арамејске речи лабан, што значи бело, као референца на планину Либан која је увек прекривена снегом.

## Локација и ограничења
Антилибан домет је дугачак око 150 километара. На југу, ланац се граничи са ниже лежећом Голанском висоравни, али укључује највише врхове, наиме планину Хермон, на 2.814 метара, и Талат Муса, на 2.669 метара. Ови врхови, на либанско сиријској граници, већи део године прекривени су снегом.
Антилибанске планине су антиклиналне. Њихове преовлађујуће стене су кречњак и креда из јурског периода.

## Географија
На северу се простиру скоро до географске ширине сиријског града Хомса. Антилибанске планине на југу завршавају планином Хермон, која се граничи са Голанском висоравни; Голанска висораван је другачији геолошки и геоморфолошки ентитет, али се геополитички често посматра заједно са јужним падинама планине Хермон, јер су обе део региона Голана који је окупирао Израел. Западно од Антилибана леже долине које га одвајају од Либан планине у централном Либану: долина Бека на северу и долина реке Хасбани на југу. На истоку, у Сирији, лежи Источна висораван, локација града Дамаска.
Планине пружају кишну сенку региону на свом истоку, као што је долина Бека, па чак и Сиријска пустиња, које падају на заветрину планине.
Кроз Антилибанске планине пролази важна рута за кријумчарење између Либана и Сирије.

## Екологија
Подручје је познато по стаблима кајсије и трешње, као и по каменоломима. У планинама успевају жбуње и пистација. На западној страни мале листопадне шуме и изоловане суве четинарске шуме са киликијском јелом (Абиес киликика), либанским кедровима (Кедрус либани) и грчком клеком (Јуниперус екелса). Субалпске и алпске биљне заједнице се налазе на више од 2500 метара. Испаша оваца и коза довела је до повећане ерозије преосталих шума и до значајног пропадања земљишта и вегетације. Преовлађујући облик привреде је екстензивна номадска испаша.
Постоје разне ендемске флоре које су пронађене и назване по региону (који имају специфичан епитет који значи „антилибански“). То укључује Еупхорбиа антилибанотица, Теурциума антилибанотикум, Валерианела антилибанотика, и Ирис антилибанотика.